# Liste der Baudenkmale in Raddestorf
In der Liste der Baudenkmale in Raddestorf sind alle Baudenkmale der niedersächsischen Gemeinde Raddestorf aufgelistet. Die Quelle der Baudenkmale ist der Denkmalatlas Niedersachsen. Der Stand der Liste ist der 26. April 2021.

## Allgemein
In den Spalten befinden sich folgende Informationen:
- Lage: die Adresse des Baudenkmales und die geographischen Koordinaten. Kartenansicht, um Koordinaten zu setzen. In der Kartenansicht sind Baudenkmale ohne Koordinaten mit einem roten Marker dargestellt und können in der Karte gesetzt werden. Baudenkmale ohne Bild sind mit einem blauen Marker gekennzeichnet, Baudenkmale mit Bild mit einem grünen Marker.
- Bezeichnung: Bezeichnung des Baudenkmales
- Beschreibung: die Beschreibung des Baudenkmales. Unter § 3 Abs. 2 NDSchG werden Einzeldenkmale und unter § 3 Abs. 3 NDSchG Gruppen baulicher Anlagen und deren Bestandteile ausgewiesen.
- ID: die Objekt-ID des Baudenkmales
- Bild: ein Bild des Baudenkmales, ggf. zusätzlich mit einem Link zu weiteren Fotos des Baudenkmals im Medienarchiv Wikimedia Commons. Wenn man auf das Kamerasymbol klickt, können Fotos zu Baudenkmalen aus dieser Liste hochgeladen werden:

## Raddestorf

### Einzeldenkmale
| Lage                                      | Bezeichnung                                  | Beschreibung | ID       | Bild           |
| ----------------------------------------- | -------------------------------------------- | --- | -------- | -------------- |
| Gräsebilde 3 52° 27′ 26″ N, 8° 59′ 29″ O  | Scheune                                      | 1696 als schlichter eingeschossiger Ziegelfachwerkbau errichtete Längsdurchfahrtscheune mit mittiger Durchfahrt unter einem Satteldach. Der Südgiebel liegt unter einem Steckwalmdach.        | 31062717 | BW             |
| Gräsebilde 5 52° 27′ 22″ N, 8° 59′ 25″ O  | Scheune                                      | 1788 als schlichter eingeschossiger teilweise Gefügebau mit Lehmschlag und teilweise mit Ziegelfachwerk errichtete Scheune mit mittiger Durchfahrt und nachträglicher Querdurchfahrt.         | 31062698 | BW             |
| Raddestorf 51 52° 27′ 17″ N, 8° 57′ 18″ O | Wohnhaus mit Wirtschaftsanbau (ID: 31063316) | 1914 errichteter eingeschossiger Ziegelbau auf einem hohen Sockel unter einem Satteldach mit qualitätsvoller Ziegelziersetzung im Zwerchhaus und in den Giebeln.                              | 31063045 | BW             |
| Raddestorf 57 52° 27′ 18″ N, 8° 57′ 44″ O | Kirche                                       | 1926 errichtete Lutherkirche mit einem massiven, verputzten Saalbau und Sandsteindekor an den Portalen und mit Westturm, der im Obergeschoss als Fachwerk mit Holzschindeln ausgestaltet ist. | 31063068 | Weitere Bilder |

## Harrienstedt

### Gruppen baulicher Anlagen

#### Gruppe: Halle 2
Die Gruppe „Halle 2“ hat die ID 31036910.

| Lage                               | Bezeichnung              | Beschreibung | ID       | Bild |
| ---------------------------------- | ------------------------ | --- | -------- | ---- |
| Halle 2 52° 25′ 22″ N, 8° 55′ 2″ O | Wohn-/Wirtschaftsgebäude | Im 16. Jahrhundert errichteter hallenhausartiger Fachwerkbau mit Lehmstakung, Ankerbalkenkonstruktion und seitlicher Diele. Der Wohnteil liegt unter einem Steckwalmdach. Vermutlich beseitigt. | 31063234 | BW   |
| Halle 2 52° 25′ 23″ N, 8° 55′ 4″ O | Wohn-/Wirtschaftsgebäude | 1875 errichtetes großes Vierständerhallenhaus in Ziegelbauweise unter einem Satteldach. | 31063259 | BW   |

#### Gruppe: Hofanlage Harrienstedt 15
Die Gruppe „Hofanlage Harrienstedt 15“ hat die ID 31036493.

| Lage                                       | Bezeichnung                                            | Beschreibung                                                                                     | ID       | Bild |
| ------------------------------------------ | ------------------------------------------------------ | ------------------------------------------------------------------------------------------------ | -------- | ---- |
| Harrienstedt 15 52° 26′ 2″ N, 8° 55′ 46″ O | Wohn-/Wirtschaftsgebäude mit Stallanbau (ID: 31063355) | Zweiständerbau, dessen Wirtschaftsgiebel auf 1829 und dessen Wohngiebel auf 1869 datiert wurden. | 31062614 | BW   |
| Harrienstedt 15 52° 26′ 2″ N, 8° 55′ 46″ O | Stall                                                  | Fachwerkbau aus dem 19. Jahrhundert                                                              | 31062635 | BW   |
| Harrienstedt 15 52° 26′ 1″ N, 8° 55′ 45″ O | Stall                                                  | Fachwerkbau aus dem 19. Jahrhundert                                                              | 31062655 | BW   |

### Einzelbaudenkmale
| Lage                                      | Bezeichnung | Beschreibung | ID       | Bild |
| ----------------------------------------- | ----------- | --- | -------- | ---- |
| Harrienstedt 81 52° 26′ 7″ N, 8° 57′ 2″ O | Wassermühle | 1719 und 1838 errichtete Wassermühle, deren ursprünglicher kleiner Ziegelfachwerkbau unter Schopfwalmdach war. Die Anbauten zur Westseite und zur Südseite dienen einem mittelschlächtigen Wasserrad. | 31062738 |      |
| Westenfeld 4 52° 25′ 24″ N, 8° 56′ 15″ O  | Wohnhaus    | | 31062866 | BW   |
| Westenfeld 36 52° 25′ 19″ N, 8° 55′ 55″ O | Schule      | 1928 errichteter eingeschossiger massiver Klinkerbau unter Halbwalmdach. | 31062881 | BW   |

## Huddestorf

### Einzelbaudenkmale
| Lage                                      | Bezeichnung                             | Beschreibung | ID       | Bild |
| ----------------------------------------- | --------------------------------------- | --- | -------- | ---- |
| Dierstorf 3 52° 29′ 46″ N, 8° 54′ 39″ O   | Wohnhaus                                | 1928 errichteter anderthalbgeschossiger Ziegelbau mit qualitätvoller Ziegelziersetzung, völlig erhaltenes äußeres Erscheinungsbild, einschließlich Dachdeckung in engobierten Falzziegeln. | 31063132 | BW   |
| Huddestorf 42 52° 27′ 56″ N, 8° 57′ 8″ O  | Speicher                                | 1745 als eingeschossiger Gefügebau errichteter, später translozierter Speicher unter einem Satteldach.                                                                                     | 31062757 | BW   |
| Huddestorf 43 52° 27′ 54″ N, 8° 57′ 15″ O | Wohn-/Wirtschaftsgebäude mit Stallanbau | 1914 massiv in Ziegel errichtetes Hallenhaus (ähnlich einem Zweiständerbau) mit gotisierender Ziersetzung unter einem Satteldach.                                                          | 31063090 | BW   |

## Jenhorst

### Gruppen baulicher Anlagen

#### Gruppe: Jenhorst 32
Die Gruppe „Jenhorst 32“ hat die ID 31036884.

| Lage                                   | Bezeichnung   | Beschreibung | ID       | Bild |
| -------------------------------------- | ------------- | --- | -------- | ---- |
| Jenhorst 32 52° 27′ 49″ N, 8° 55′ 8″ O | Scheune       | 1833 errichteter Fachwerkbau mit mittiger Längsdiele und Lehmstakung sowie eingehälsten Ankerbalken unter einem Satteldach.                                                                                | 31062963 | BW   |
| Jenhorst 32 52° 27′ 50″ N, 8° 55′ 6″ O | Scheune/Stall | In der zweiten Hälfte des 19. Jahrhunderts errichteter Fachwerkbau mit seitlicher Längsdiele und Lehmstakung in einer Unterrähmkonstruktion. Der Stallbereich ist auf einer Traufseite in Ziegel gehalten. | 31062983 | BW   |

### Einzeldenkmale
| Lage                                    | Bezeichnung              | Beschreibung | ID       | Bild |
| --------------------------------------- | ------------------------ | --- | -------- | ---- |
| Jenhorst 52° 27′ 21″ N, 8° 55′ 28″ O    | Kriegerdenkmal           | Sandsteinobelisk zum Gedenken an die Gefallenen der beiden Weltkriege. | 31063025 | BW   |
| Jenhorst 29 52° 27′ 33″ N, 8° 55′ 24″ O | Speicher                 | Anfang des 17. Jahrhunderts als eingeschossiger Gefügebau errichteter Speicher mit Lehmfachwerk unter einem Satteldach in Ziegeln. Der Türsturz wurde mit Eselsrücken erneuert. Vermutlich abgebrochen. | 31062826 | BW   |
| Jenhorst 31 52° 27′ 51″ N, 8° 55′ 2″ O  | Backhaus                 | 1779 als Fachwerkbau in teilweiser Lehmstakung errichtetes ehemaliges Backhaus mit teilweise neuer Ziegelausfachung und einer Ankerbalkenkonstruktion.                                                  | 31062942 | BW   |
| Jenhorst 45 52° 27′ 29″ N, 8° 55′ 56″ O | Scheune                  | Im 17. Jahrhundert errichteter Fachwerkbau mit seitlicher Längsdiele und mit Lehmstakung in einer Ankerbalkenkonstruktion unter einem Satteldach.                                                       | 31063003 | BW   |
| Jenhorst 79 52° 27′ 9″ N, 8° 55′ 6″ O   | Wohn-/Wirtschaftsgebäude | 1874 errichtetes, sehr kleines Hallenhaus in Dreiständerbauweise unter einem Satteldach bzw. einem Schopfwalm am Wirtschaftsgiebel.                                                                     | 31062847 | BW   |

## Kleinenheerse

### Gruppen baulicher Anlagen

#### Gruppe: Raddestorf-Kleinenheerse 4
Die Gruppe „Raddestorf-Kleinenheerse 4“ hat die ID 31036896.

| Lage                                        | Bezeichnung | Beschreibung | ID | Bild |
| ------------------------------------------- | ----------- | --- | -- | ---- |
| Kleinenheerse 4 52° 26′ 36″ N, 8° 58′ 10″ O | Scheune     | 1780 errichteter Fachwerkbau mit seitlicher Längsdiele mit Ziegelausfachung, teilweise ist noch die Lehmstakung erhalten. Auf der Ankerbalkenkonstruktion liegt ein Satteldach. (Im Denkmalatlas nicht lokalisierbar.) |    | BW   |
| Kleinenheerse 4 52° 26′ 36″ N, 8° 58′ 10″ O | Scheune     | 1855 errichteter Fachwerkbau mit zwei Längsdielen und mit Ziegelausfachung unter einem Satteldach. (Im Denkmalatlas nicht lokalisierbar.)                                                                              |    | BW   |

### Einzelbaudenkmale
| Lage                                                             | Bezeichnung | Beschreibung | ID       | Bild |
| ---------------------------------------------------------------- | ----------- | --- | -------- | ---- |
| Kleinenheerse 26 52° 26′ 39″ N, 8° 58′ 23″ O                     | Scheune     | 1816 errichteter Fachwerkbau mit zwei Längsdielen und mit Lehmstakung, die teilweise durch Ziegel ersetzt wurde, unter einem Satteldach.             | 31063213 | BW   |
| K 48 (km 1,690) 52° 26′ 49″ N, 8° 59′ 8″ O                       | Grenzstein  | 1840/1841 aufgestellter Grenzstein der ehemaligen Grenze zwischen dem Amt Stolzenau (Königreich Hannover) und dem Kreis Minden (Königreich Preußen). | 31062900 | BW   |
| Glisser Landstraße / K 64 (km 13,703) 52° 25′ 37″ N, 8° 58′ 2″ O | Grenzstein  | 1840/1841 aufgestellter Grenzstein der ehemaligen Grenze zwischen dem Amt Stolzenau (Königreich Hannover) und dem Kreis Minden (Königreich Preußen). | 31062921 | BW   |